# Фуркад, Мари-Мадлен
Мари-Мадлен Фуркад (фр. Marie-Madeleine Fourcade; 11 августа 1909 — 20 июля 1989) — лидер французской сети Сопротивления «Альянс». Действовала под псевдонимом «Hérisson» («Ёж») после ареста предыдущего лидера Жоржа Лустоно-Лако («Navarre») во время немецкой военной администрации в оккупированной Франции во время Второй мировой войны. Наряду с Мари-Луизой Диссар и бельгийкой Андре де Йонг— одна из немногих женщин, возглавлявших большую сеть Сопротивления в Западной Европе.

## Ранние годы
Мари-Мадлен Бриду родилась в Марселе, в Буш-дю-Рон, посещала монастырские школы в Шанхае, где её отец состоял во французской морской службе. Вышла замуж в молодом возрасте за будущего полковника Эдуара Мерика. У них было двое детей, но пара распалась, и Мари годами не навещала своих детей.

## Участие в Сопротивлении
В 1936 г познакомилась с бывшим офицером военной разведки Жоржем Лустоно-Лако (псевдоним «Наварр») и позднее работала под его руководством в журнале L’ordre national. Наварр считал, что шпионаж играет решающую роль в военных действиях, и завербовал Фуркад для создания шпионской сети. Её первой миссией было создание сети агентов в вишистской Франции. Эта сеть получила название «Альянс» (позже — «Ноев ковчег»). В июле 1941 года, чуть больше года спустя после немецкого вторжения, Наварр был арестован и приговорен к двум годам тюремного заключения. Во главе «Альянса» стала Фуркад. В последующие годы Мари-Мадлен не раз тайно пересекала линию фронта, спрятавшись в мешке с почтой, не единожды уходила от слежки и увеличила свою группу с горстки агентов до тысячи с лишним. Она давала своим соратникам клички по названиям животных, за что нацисты окрестили группу «Ноевым ковчегом». К 1943 г. это была единственная структура Сопротивления, охватывавшая всю Францию.
Одним из примеров успеха Альянса стала работа её агента Жанни Руссо, которая убедила офицера вермахта нарисовать ракету и испытательную станцию Пенемюнде, тем самым раскрыв программу ракеты V2 союзникам. Когда часть Франции, находившаяся под управлением режима Виши, была также оккупирована Германией, Фуркад ушла в подполье. В июле 1943 года она уехала в Лондон, где работала с британской разведкой. В июле 1944 года ей разрешили вернуться во Францию, чтобы продолжить агентурную работу.

## Послевоенная деятельность
С 1962 года Фуркад возглавляла Комитет действий Сопротивления, а в 1981 году — почетное жюри Мориса Папона. Она повторно вышла замуж за представителя «Свободной Франции» Юбера Фуркада, была матерью пятерых детей, командиром Ордена Почетного легиона, вице-президентом Международного союза сопротивления и депортации с 1960 года и Национальной ассоциации кавалеров медалей с 1947 года, а также членом LICRA. 
Она также участвовала в политической борьбе на стороне сторонников Шарля де Голля, которому помогла вернуться к власти в 1958 году, когда же и вошла в число тринадцати основателей голлистской партии «Союз за новую республику» и в её центральный комитет. В 1960-х годах, проживая в Арле, она трижды безуспешно баллотировалась на выборах по одиннадцатому избирательному округу Буш-дю-Рон, который тогда был оплотом левых сил: в 1962, 1967 и 1968 годах её легко обыгрывал во втором туре депутат-социалист Шарль Прива. 
В 1968 году она опубликовала свои воспоминания о сопротивлении во время войны под названием «Ноев ковчег». В 1979 году на первых европейских выборах на основе всеобщего избирательного права она появилась в списке голлистов во главе с Жаком Шираком под названием «Защита интересов Франции в Европе». Была депутатом Европейского парламента с 1980 по 1982 год, проголосовав в 1981 году за отмену смертной казни во всем Европейском экономическом сообществе.
Мари-Мадлен Фуркад скончалась 20 июля 1989 года в возрасте 80 лет в военном госпитале Валь-де-Грас. Правительство и немногие выжившие участники группы Сопротивления отдали ей исключительную дань уважения 26 июля во время прощальной церемонии в Доме Инвалидов; она стала первой женщиной, удостоенной этой почести. Была похоронена на кладбище Пер-Лашез в Париже.
В её честь была названа улица Мари Мадлен Фуркад в Лионе, а также улицы в Монтрей-Жюнье, Жуэ-ле-Тур и Мальвиле.